# Democritos
‎
Democritos (tiếng Hy Lạp: Δημόκριτος) là một triết gia người Hy Lạp sống trước thời kỳ Socrates. Ông sinh ra vào khoảng 460 TCN ở thành phố Abdera, một địa điểm trên bờ biển thuộc xứ Thrace (phần đất thuộc Hy Lạp và Thổ Nhĩ Kỳ ngày nay). Democritus là học trò của Leucippus và cùng với Leucippus tạo ra thuyết nguyên tử thô sơ. Theo thuyết nguyên tử của ông, mọi vật chất được tạo thành từ các dạng khác nhau của các phần tử không chia nhỏ được, không nhìn thấy được, cái mà ông gọi là atoma (nguyên tử). Đó là ý tưởng độc nhất vô nhị của Democritus, chính vì thế mà từ khi Democritos đưa ra khái niệm đó cho đến tận sau này khi khoa học đã phát triển người ta mới có những bằng chứng cụ thể về sự tồn tại của nguyên tử và tiếp tục phát triển lý thuyết về nguyên tử 

## Cuộc đời

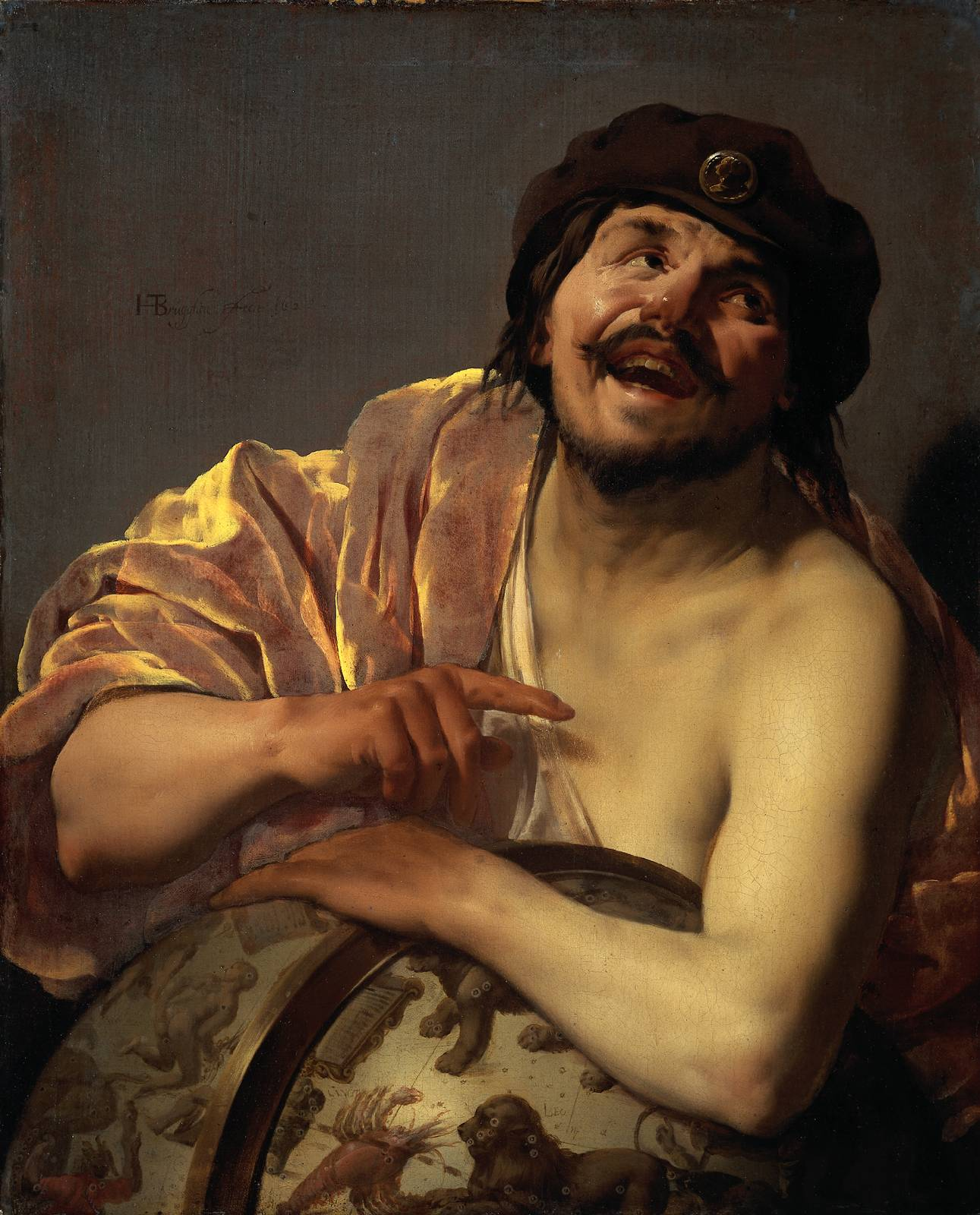
Democritus, do Hendrick ter Brugghen vẽ, 1628.

Democritos được sinh ra tại thành phố Abdera ở Thrace, một thuộc địa của người Ionia từ Teos, mặc dù một số gọi ông là một người Milesia. Ông sinh ra trong kỳ thi Olympic thứ 80 (460-457 trước Công nguyên) theo Apollodorus, và mặc dù Thrasyllus đặt năm sinh của ông trong năm 470 TCN, ngày tháng sau đó có lẽ là nhiều khả năng hơn. John Burnet đã lập luận rằng năm 460 là "quá sớm", vì theo Diogenes Laërtius ix.41, Democritus nói rằng ông là một "người đàn ông trẻ (Neos)" trong khi Anaxagoras đã già(khoảng 440-428). Có người nói rằng người cha của Democritos đã quá giàu có tới mức ông đã tiếp đãi Xerxes trên đường hành quân của mình ngang qua Abdera. Democritos dành số tài sản thừa kế do cha mình để lại cho ông vào những chuyến du lịch tơi những đất nước xa xôi, để thỏa mãn cơn khát của mình về kiến thức. Ông đi đến châu Á, và thậm chí còn cho rằng đã đến Ấn Độ và Ethiopia  Chúng ta biết rằng ông đã viết tường tận về Babylon và Meroe; Ông chắc cũng phải đến thăm Ai Cập, và Diodorus Siculus nói rằng ông đã sống ở đó trong vòng năm năm  Ông tự tuyên bố rằng [12] trong cùng thời của ông không có ai đã làm cuộc hành trình lớn hơn, thăm nhiều nước, gặp gỡ các học giả nhiều hơn bản thân ông. Ông đặc biệt đề cập đến các nhà toán học Ai Cập, có kiến thức, mà ông ca ngợi. Theophrastus, cũng như vậy, nói về ông như là một người đàn ông đã nhìn tới thăm nhiều quốc gia. Trong chuyến đi của ông, theo Diogenes Laërtius, ông đã trở thành quen thuộc với các đạo sĩ Chaldea. Một người tên là "Ostanes", một trong những đạo sĩ đi kèm Xerxes cũng được cho là đã dạy cho ông.

Sau khi trở về quê hương của mình, ông khiến bản thân mình bận rộn với những triết lý tự nhiên. Ông đi khắp Hy Lạp để có được kiến thức về văn hóa của nó. Ông đề cập đến nhiều nhà triết học Hy Lạp trong các tác phẩm của ông, và sự giàu có của ông giúp ông mua tác phẩm của họ. Leucippus, người sáng lập của thuyết nguyên tử luận, đã có ảnh hưởng lớn nhất với ông. Ông cũng ca ngợi Anaxagoras . Diogenes Laertius nói rằng ông đã kết bạn với Hippocrates . Ông có thể đã được làm quen với Socrates, nhưng Plato không đề cập đến ông và Democritos tự trích dẫn khi nói, 
| “ | "Tôi đã đến Athens và không có ai biết tôi ". | ” |

Aristotle đặt ông trong số các nhà triết học tự nhiên trước Socrates.

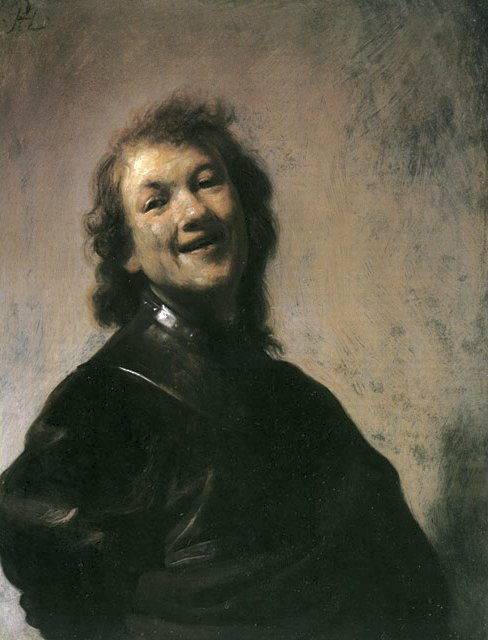
Rembrandt, Chàng trai trẻ Rembrandt như nhà triết học Democritus đang cười (1628-1629).

Nhiều giai thoại về Democritos, đặc biệt là trong Diogenes Laërtius, làm chứng cho sự khiêm tốn, không quan tâm, và sự giản dị của ông, cũng như cho rằng ông sống dành riêng cho các nghiên cứu của mình.